# Wyszukiwanie głosowe

Ikona wyszukiwania głosowego Google

Wyszukiwanie głosowe – narzędzie, które pozwala użytkownikowi na użycie polecenia głosowego do przeszukiwania Internetu lub urządzenia. Technologia ta ma zastosowanie na urządzeniach mobilnych oraz komputerach.

## Historia

### Implementacja Google
Wyszukiwanie głosowe jako narzędzie od Google pozwala użytkownikowi na wykorzystanie mikrofonu w telefonie do tworzenia zapytań w wyszukiwarce. Początkowo, aby uruchomić narzędzie należało wpisać numer (650) 623-6706, następnie użytkownik oczekiwał na słowa „Wypowiedz swoje kluczowe słowa” (ang. Say your Search Keywords), po usłyszeniu których mógł wypowiedzieć frazę, którą chciał znaleźć. Narzędzie aktualizowało stronę lub generowało link do strony wyszukiwania z zapytaniem użytkownika. Od kiedy Google zaczęło używać technologii rozpoznawania mowy takich jak GOOG-411, wersje z użyciem numeru telefonu zostały dezaktywowane.

### Implementacja Apple
Firma Apple wprowadziła w Lutym 2010 roku swoje rozwiązanie wyszukiwania głosowego wydając aplikacje, o nazwie Siri, na urządzenia z systemem iOS. Oprogramowanie opiera się na interfejsie konwersacyjnym – rozpoznaje naturalną mowę użytkownika, odpowiada na jego pytania oraz wykonuje powierzone mu zadania. Dzięki zastosowaniu nauczania maszynowego asystent analizuje osobiste preferencje użytkownika, dzięki czemu zapewnienia bardziej dopasowane wyniki. Siri zadebiutowała wraz z systemem operacyjnym iOS 5, 4 października 2011 roku podczas konferencji „Let’s Talk iPhone”.

## Zastosowanie
Typowe zastosowania:
1. Wyszukiwanie haseł o trudnej pisowni
2. Wyszukiwanie dłuższych haseł
3. Hasła, które wygodniej jest wyszukać na głos
4. Wyszukiwanie bez pisania
5. Uzyskiwanie krótkich odpowiedzi na temat faktów

Typowe zastosowania obejmują również wyszukiwanie informacji lokalnych, takich jak "najbliższy mechanik samochodowy" lub "restauracja z wegańskim menu w pobliżu". Użytkownicy coraz częściej oczekują od wyszukiwarek konkretnych, szybkich odpowiedzi na rozbudowane pytania.

## Wspierane języki
Języki znajdujące się na liście są aktualnie w całości lub częściowo wspierane przez narzędzie wyszukiwania głosowego.
| Język        | Rok wprowadzenia |
| ------------ | ---------------- |
| Afrikaans    | 2010             |
| Amharski     | 2017             |
| Armeński     | 2017             |
| Azerski      | 2017             |
| Baskijski    | 2012             |
| Bengalski    | 2017             |
| Bułgarski    | 2012             |
| Kataloński   | 2012             |
| Czeski       | 2010             |
| Duński       | 2014             |
| Niderlandzki | 2010             |
| Angielski    | 2008             |
| Filipiński   | 2013             |
| Fiński       | 2012             |
| Francuski    | 2010             |
| Galicyjski   | 2012             |
| Gruziński    | 2017             |
| Niemiecki    | 2010             |
| Gudźarati    | 2017             |
| Hebrajski    | 2011             |
| Węgierski    | 2012             |
| Islandzki    | 2012             |
| Włoski       | 2010             |
| Indonezyjski | 2011             |
| Japoński     | 2009             |
| Jawajski     | 2017             |
| Kanadyjski   | 2017             |
| Koreański    | 2010             |
| Khmerski     | 2017             |
| Laotański    | 2017             |
| Łacina       | 2017             |
| Łotewski     | 2017             |
| Litewski     | 2015             |
| Mandaryński  | 2009             |
| Malajski     | 2011             |
| Malajalam    | 2017             |
| Marathi      | 2017             |
| Nepalski     | 2017             |
| Norweski     | 2012             |
| Perski       | 2013             |
| Polski       | 2010             |
| Portugalski  | 2012             |
| Rumuński     | 2012             |
| Rosyjski     | 2010             |
| Serbski      | 2012             |
| Syngaleski   | 2017             |
| Słowacki     | 2012             |
| Hiszpański   | 2010             |
| Sundajski    | 2017             |
| Suahili      | 2017             |
| Szwedzki     | 2012             |
| Tamilski     | 2017             |
| Telugu       | 2017             |
| Turecki      | 2010             |
| Urdu         | 2017             |
| Zulu         | 2010             |
| Wietnamski   | 2015             |

## Implementacja wyszukiwania głosowego we własnej aplikacji
Google pozwala na użycie wyszukiwania głosowego we własnej aplikacji udostępniając API swojej aplikacji. W przypadku Google Voice Search jest to Web Speech API. Implementacja wygląda następująco:
```
<
div
>

 
<
a
 
href
=
"#"
 
id
=
"start_button"
 
onclick
=
"startDictation(event)"
>
Dictate
<
/a>

<
/div>

<
div
 
id
=
"results"
>

 
<
span
 
id
=
"final_span"
 
class
=
"final"
><
/span>

 
<
span
 
id
=
"interim_span"
 
class
=
"interim"
><
/span>

<
/div>

<
script
 
type
=
"text/javascript"
>

var
 
final_transcript
 
=
 
''
;

var
 
recognizing
 
=
 
false
;

if
 
(
'webkitSpeechRecognition'
 
in
 
window
)
 
{

 
var
 
recognition
 
=
 
new
 
webkitSpeechRecognition
();

 
recognition
.
continuous
 
=
 
true
;

 
recognition
.
interimResults
 
=
 
true
;

 
recognition
.
onstart
 
=
 
function
()
 
{

 
recognizing
 
=
 
true
;

 
};

 
recognition
.
onerror
 
=
 
function
(
event
)
 
{

 
console
.
log
(
event
.
error
);

 
};

 
recognition
.
onend
 
=
 
function
()
 
{

 
recognizing
 
=
 
false
;

 
};

 
recognition
.
onresult
 
=
 
function
(
event
)
 
{

 
var
 
interim_transcript
 
=
 
''
;

 
for
 
(
var
 
i
 
=
 
event
.
resultIndex
;
 
i
 
<
 
event
.
results
.
length
;
 
++
i
)
 
{

 
if
 
(
event
.
results
[
i
].
isFinal
)
 
{

 
final_transcript
 
+=
 
event
.
results
[
i
][
0
].
transcript
;

 
}
 
else
 
{

 
interim_transcript
 
+=
 
event
.
results
[
i
][
0
].
transcript
;

 
}

 
}

 
final_transcript
 
=
 
capitalize
(
final_transcript
);

 
final_span
.
innerHTML
 
=
 
linebreak
(
final_transcript
);

 
interim_span
.
innerHTML
 
=
 
linebreak
(
interim_transcript
);

 
};

}

var
 
two_line
 
=
 
/\n\n/g
;

var
 
one_line
 
=
 
/\n/g
;

function
 
linebreak
(
s
)
 
{

 
return
 
s
.
replace
(
two_line
,
 
'<p></p>'
).
replace
(
one_line
,
 
'<br>'
);

}

function
 
capitalize
(
s
)
 
{

 
return
 
s
.
replace
(
s
.
substr
(
0
,
1
),
 
function
(
m
)
 
{
 
return
 
m
.
toUpperCase
();
 
});

}

function
 
startDictation
(
event
)
 
{

 
if
 
(
recognizing
)
 
{

 
recognition
.
stop
();

 
return
;

 
}

 
final_transcript
 
=
 
''
;

 
recognition
.
lang
 
=
 
'en-US'
;

 
recognition
.
start
();

 
final_span
.
innerHTML
 
=
 
''
;

 
interim_span
.
innerHTML
 
=
 
''
;

}

<
/script>

```